# 1964年ミラノ・トリエンナーレ
第13回ミラノ・トリエンナーレ (XIII Triennal of Milan) は、1964年5月27日から9月27日までイタリアのミラノで開催されたトリエンナーレであり、博覧会国際事務局から認定された国際博覧会（特別博）である。テーマは「Decorative industrial and modern Arts and modern architecture」。